# 1706
Évszázadok: 17. század – 18. század – 19. század
Évtizedek: 1650-es évek – 1660-as évek – 1670-es évek – 1680-as évek – 1690-es évek – 1700-as évek – 1710-es évek – 1720-as évek – 1730-as évek – 1740-es évek – 1750-es évek
Évek: 1701 – 1702 – 1703 – 1704 –  1705 – 1706 – 1707 – 1708 – 1709 – 1710 – 1711

## Események

### Határozott dátumú események
- február 10. – A kurucok megostromolják az előző évben ostromzár alá vont Esztergomot, de a császáriak visszaverik őket.
- március 8.  – 
  - A huszti országgyűlésen kimondják az Erdélyi Fejedelemség önállóságát[1]
  - I. József létrehozza az állami tulajdonú Bécsi Városi Bankot (Wiener Stadtbank).[2]
- május 10. – II. Rákóczi Ferenc pátensben elrendeli, hogy a török kereskedők csak Debrecenig és Kecskemétig közlekedhetnek az országban.[3]
- május 23. – A ramillies-i csatában(wd) az angol csapatok Marlborough hercege vezetésével jelentős győzelmet aratnak aVillars marsall(wd) vezette francia sereg felett.[4]
- június 13.–július 22. – Nagyszombati béketárgyalások Rákóczi és a bécsi udvar között.[5]
- június 30. – Erdélyért cserébe I. József német birodalmi fejedelemséget ajánl  föl Rákóczinak, aki ezt visszautasítja.[3]
- július 30. – Rákóczi Érsekújvárról kiáltványban értesítette a nemzetet a békealku eredménytelenségéről.[6]
- augusztus 5. – Megkezdődik Rákóczi őszi hadjárata.[3]
- szeptember 7. – A Savoyai Jenő vezette seregek győzelmet aratnak a franciák fölött az észak-itáliai fronton, Turinnál.[7]
- szeptember 15. – I. József megerősíti a szerbek valamennyi korábbi kiváltságlevelét.[8]
- szeptember 16. – Rákóczi beveszi Esztergomot, ami október 9-től ismét a császáriaké.[3]
- szeptember 23. – Savoyai Jenő seregei visszafoglalják a franciáktól Milánót.[7]
- szeptember 29.–október 11. – Esze Tamás megvédi Kassát.[3]
- október 9. – Rákóczi Pekry Lőrinc tábornokot utasítja, hogy erdélyben készítse elő a nemességre is kiterjedő közadózás bevezetését.[3]
- november 5. – Az egervári ütközet.[3]
- december 9. – Apja, II. Péter halálával V. János kerül a portugál trónra.[9]

### Határozatlan dátumú események
- március–április – Rákóczi közvetlen utasítására Károlyi Sándor leromboltatja Belényes várát.[10]
- az év folyamán – 
  - Savoyai Jenő legyőzi a franciákat, akik kivonulnak Piemontból.
  - I. József megerősíti a horvát rendek kiváltságát.
  - A kurucoké a Dunántúl, az őszi hadjárattal Erdélyből is kiszorítják a császáriakat.
  - I. József császár Bécsben a város kezelésében álló bankot állít fel.
  - Rákóczi fejedelem Munkácson posztógyártó manufaktúrát hoz létre.[11]

## Születések
- január 17. – Benjamin Franklin, amerikai politikus, természettudós († 1790)
- január 28. – John Baskerville, brit betűöntő és nyomdász († 1775)
- február 14. – Bahil Mátyás, evangélikus lelkész († 1761)
- május 17. – Andreas Felix von Oefele német történész, teológus és könyvtáros († 1780)
- október 18. – Baldassare Galuppi, itáliai karmester, zeneszerző († 1785)

## Halálozások
- március 3. – Johann Pachelbel, német zeneszerző, orgonista (* 1653)
- december 9. – II. Péter portugál király (* 1648)
- december 28. – Pierre Bayle, francia író, filozófus (* 1647)

## Európai időjárás
Júniustól augusztusig nagyon meleg idő elejéig, mérsékelt szárazsági hatások, korai szüret, bőséges, édes bor.